# Alfredo Perl

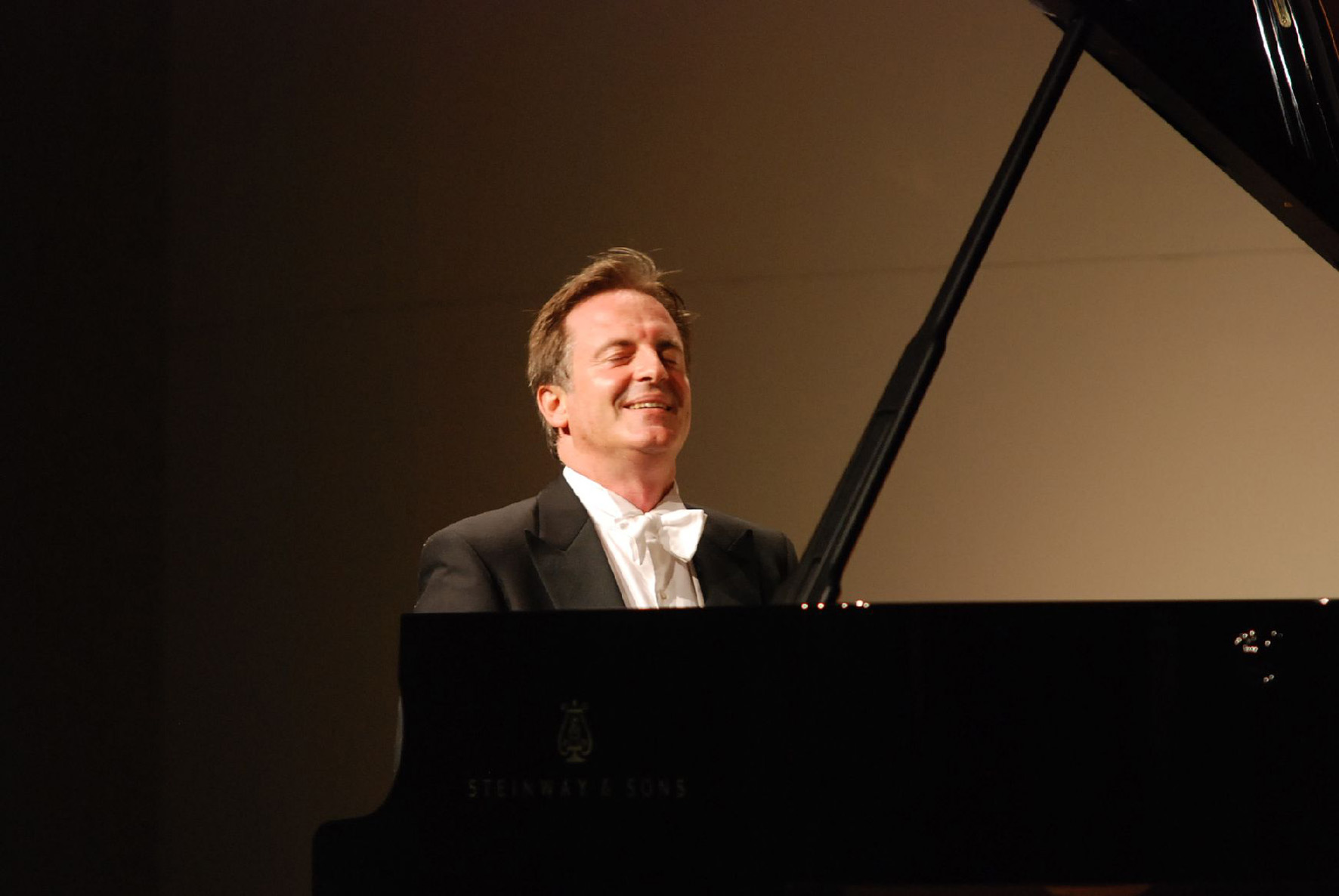
Alfredo Perl, 2008

Alfredo Perl (* 1965 in Santiago de Chile) ist ein chilenischer Pianist.

## Biografie
Seine in Santiago de Chile bei Carlos Botto begonnene Ausbildung setzte Alfredo Perl an der Kölner Musikhochschule bei Günter Ludwig und in London bei Maria Curcio fort. Als Preisträger einiger bedeutender Klavierwettbewerbe – er gewann den 1. Preis beim Internationalen Klavierwettbewerb in Montevideo und nahm unter anderem erfolgreich am Busoni-Wettbewerb in Bozen und am Wiener Beethoven-Wettbewerb teil – spielte er sich bald in die Riege der wichtigsten Pianisten seiner Generation.
1996/97 führte er alle Klaviersonaten von Ludwig van Beethoven in London (Wigmore Hall), Santiago de Chile und Moskau auf. Gleichzeitig spielte er die 32 Sonaten und die Diabelli-Variationen für das Label Arte Nova (BMG) in Kooperation mit Radio Bremen ein. Konzerte wie Einspielungen stießen auf sehr positive Resonanz. So schrieb der Musikkritiker Joachim Kaiser: „[…] mit großer unabgenutzter Frische, mit äußerster Zärtlichkeit und unaffektierter Brillanz demonstrierte er tröstlich, wie wenig die Tradition erfüllten und erfühlten Beethovenspiels auch in unseren prosaischen Zeiten aufhört.“
Weitere Einspielungen für dasselbe Label waren drei CDs mit Klaviermusik von Liszt, Brahms-Sonaten gemeinsam mit dem Klarinettisten Ralph Manno, Beethoven-Sonaten gemeinsam mit dem Cellisten Guido Schiefen sowie Klavierkonzerte von Grieg und Szymanowski (die Sinfonie Nr. 4, auch „Sinfonia concertante“). Es folgten Einspielungen für das Label Oehms-Classics, darunter Beethoven-Sonaten gemeinsam mit dem Geiger Benjamin Schmid und Klavierkonzerte von Liszt. Im März 2010 erschien eine Doppel-CD bei Celestial Harmonies mit den drei späten Schubert-Sonaten.
Perl spielte in Konzertsälen wie dem Großen Musikvereinssaal (Wien), dem Concertgebouw (Amsterdam) und dem Teatro Colón (Buenos Aires), trat bei renommierten Festivals wie dem Rheingau Musik Festival, dem Schleswig-Holstein Musik Festival, den Schwetzinger Festspielen, dem Internationalen Musikfestival in Bath und den Londoner Proms auf und konzertierte mit zahlreichen namhaften Orchestern, darunter dem Gewandhausorchester (Leipzig), dem Orchestre de la Suisse Romande und dem London Symphony Orchestra. Seit 2007 ist er Professor für Klavier an der Hochschule für Musik Detmold, seit 2009 auch künstlerischer Leiter des Detmolder Kammerorchesters.
Im Jahr 2015 wurde Alfredo Perl gemeinsam mit Gerhild Romberger, Stephan Rügamer und dem Detmolder Kammerorchester mit dem ECHO Klassik in der Kategorie Kammermusikeinspielung des Jahres (Musik des 20./21. Jahrhunderts) ausgezeichnet.

## Diskografie (Auswahl)
Solo
- Ludwig van Beethoven: Klaviersonaten (komplett), Diabelli-Variationen. Oehms-Classics.
- Franz Schubert: Klaviersonaten c-Moll D 958, A-Dur D 959 und B-Dur D 960. Celestial Harmonies.
- Franz Liszt: Klavierwerke Vol. 1. Oehms-Classics.
- Franz Liszt: Ausgewählte Klavierwerke Vol. 2 und 3. Arte Nova (Sony Music).
- „Ich fühle Luft von anderem  Planeten“. Franz Schubert: Sonate A-Dur D 959; Arnold Schönberg: Suite für Klavier Op. 25. Oehms-Classics.
- Maurice Ravel: Sämtliche Klavierwerke. Celestial Harmonies.

Klavierkonzerte
- Franz Liszt: Klavierkonzerte Nr. 1 und 2, Totentanz. BBC Symphony Orchestra, Leitung Yakov Kreizberg. Oehms-Classics.
- Edvard Grieg: Klavierkonzert; Karol Szymanowski: Sinfonie Nr. 4. Philharmonisches Orchester Gran Canaria, Leitung Adrian Leaper. Arte Nova (Sony Music).

Kammermusik
- Ludwig van Beethoven: Sonaten für Klavier und Violine op. 30. Mit Benjamin Schmid. Oehms-Classics.
- Ludwig van Beethoven: Sonaten für Klavier und Violoncello (komplett). Mit Guido Schiefen. Oehms-Classics.
- Ludwig van Beethoven: Trios für Klavier, Klarinette und Violoncello Op. 11 und 38. Mit Ralph Manno und Guido Schiefen. Oehms-Classics.
- Johannes Brahms: Sonaten für Klarinette und Klavier Op. 120 Nr. 1 und 2. Mit Ralph Manno. Oehms-Classics.
- Johannes Brahms: Klarinettenquintett op. 115, Klavierquintett op. 34. Mit Ralph Manno, Michaela Paetsch Neftel, Rahel Cunz, Hartmut Rohde und Guido Schiefen. Oehms-Classics.
- „French Clarinet Rhapsody“. Mit Ralph Manno. Oehms-Classics.